# Rjazan'
Rjazán' (in russo Рязáнь? , anche traslitterata come Ryazan) è una città della Russia occidentale, situata sul fiume Oka 200 km a sudest di Mosca; è capoluogo dell'oblast' di Rjazan' e capoluogo dell'omonimo rajon.

## Storia
Le origini della città risalgono al 1095, quando fu costruito il suo cremlino da coloni russi in penetrazione in un territorio prima occupato da popolazioni di stirpe finnica. La prima menzione della città in un documento scritto sembra risalire al 1301, quando la città viene citata come Perejaslavl' Rjazanskij (Переяславль Ряэанский). Dal 1078, quando si separò dal principato di Černihiv, fino al 1571 quando si integrò nel Regno russo, fu capitale del Principato di Rjazan', patendo le scorribande dei vari popoli nomadi (peceneghi, khazari, ecc...); i mongoli di Batu Khan, durante una loro sortita nel dicembre 1237, arrivarono addirittura a devastarla in maniera tale da impedire una ricostruzione della città nello stesso sito (a circa 50 km dalla città attuale, oggi conosciuto come Staraja Rjazan', Vecchia Rjazan'). Dal 1796 al 1929 fu capoluogo del governatorato di Rjazan'.
Per questa sua lunga storia, Rjazan' è una città importante nel panorama storico e culturale russo, ricca di attrazioni architettoniche.

## Società

### Evoluzione demografica[1]
Abitanti censitiAnno0100.000200.000300.000400.000500.000600.00018111913195919762006Popolazione

## Galleria d'immagini

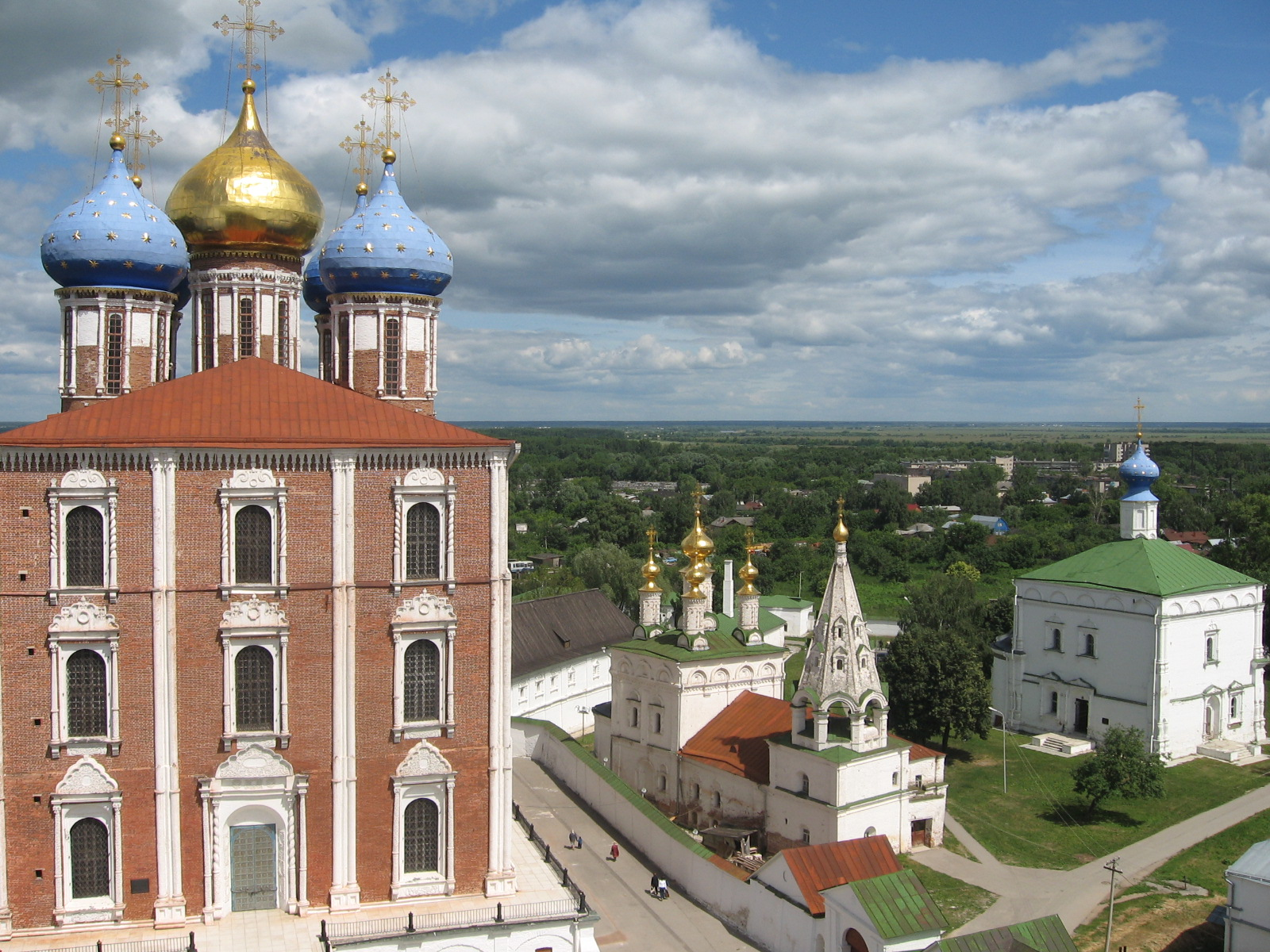
Cattedrale della Dormizione.
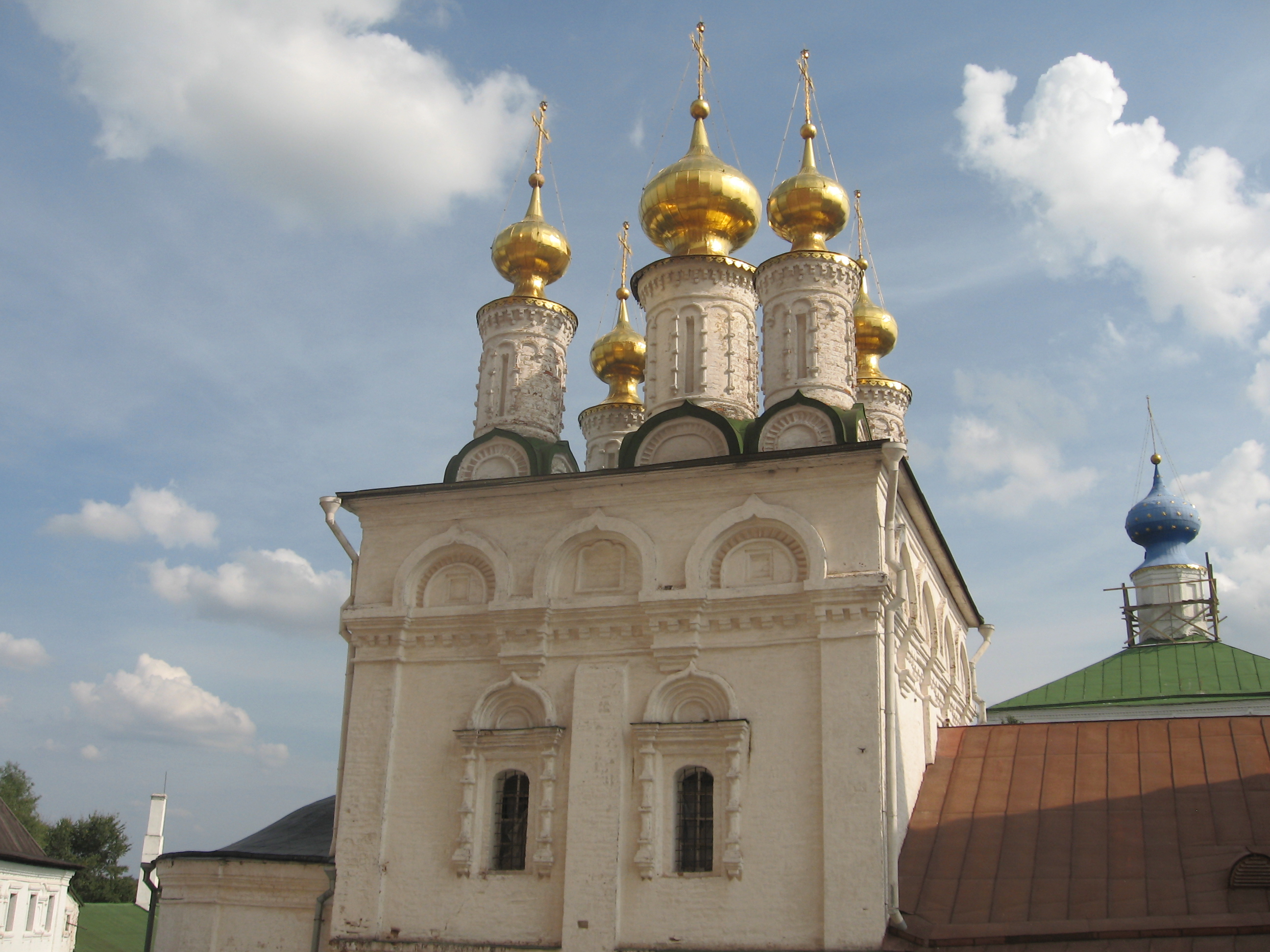
Chiesa dell'Epifania.
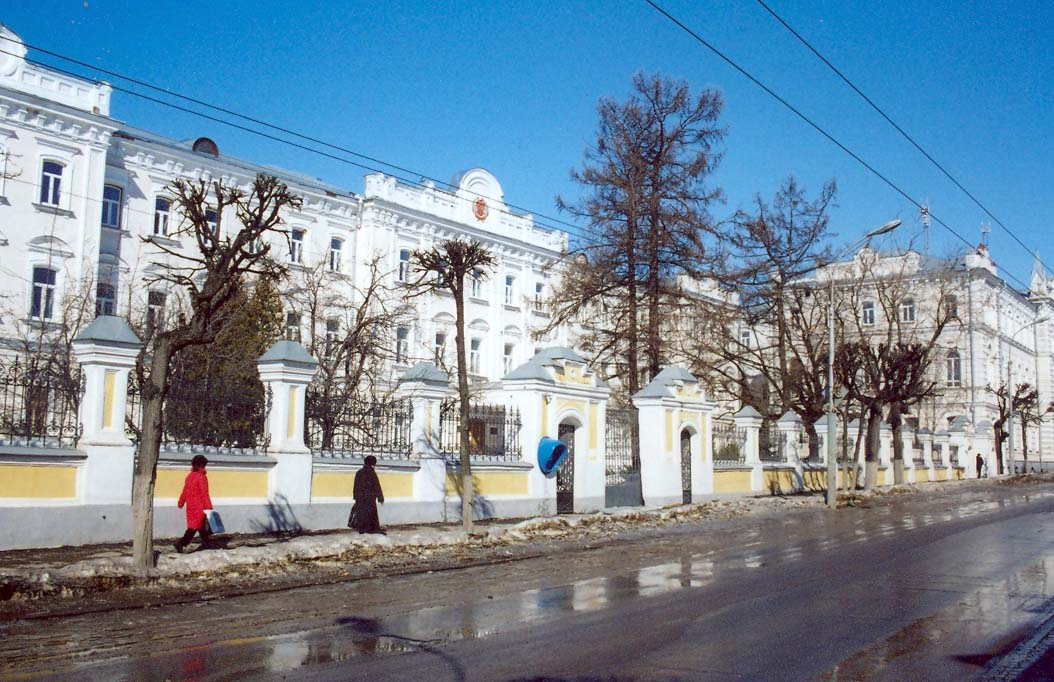
Università statale di Rjazan'.